# Stellfalle

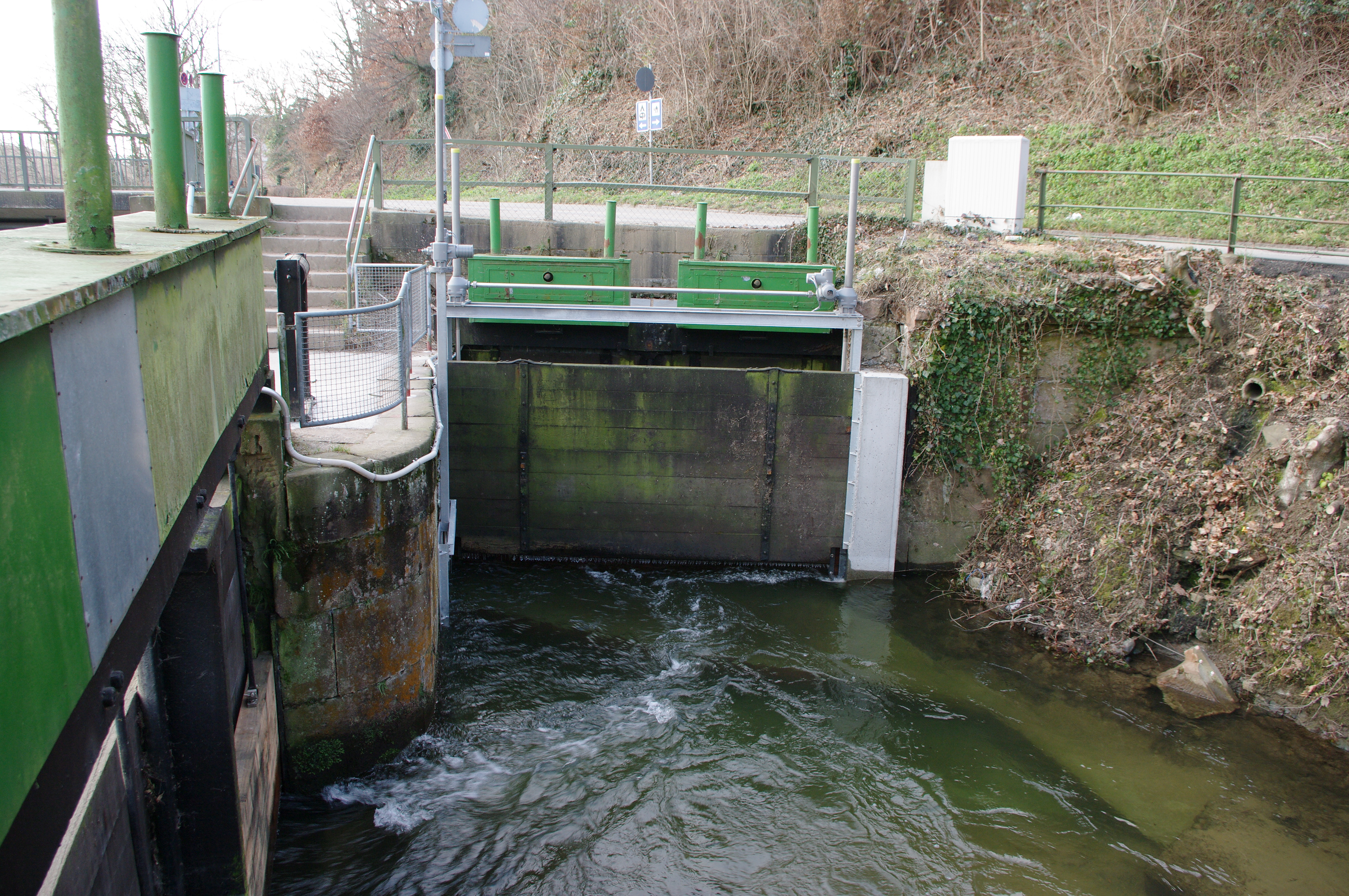
Stellfalle als Ausleitung des Wassers für den Gewerbekanal aus der Dreisam (Freiburg im Breisgau)

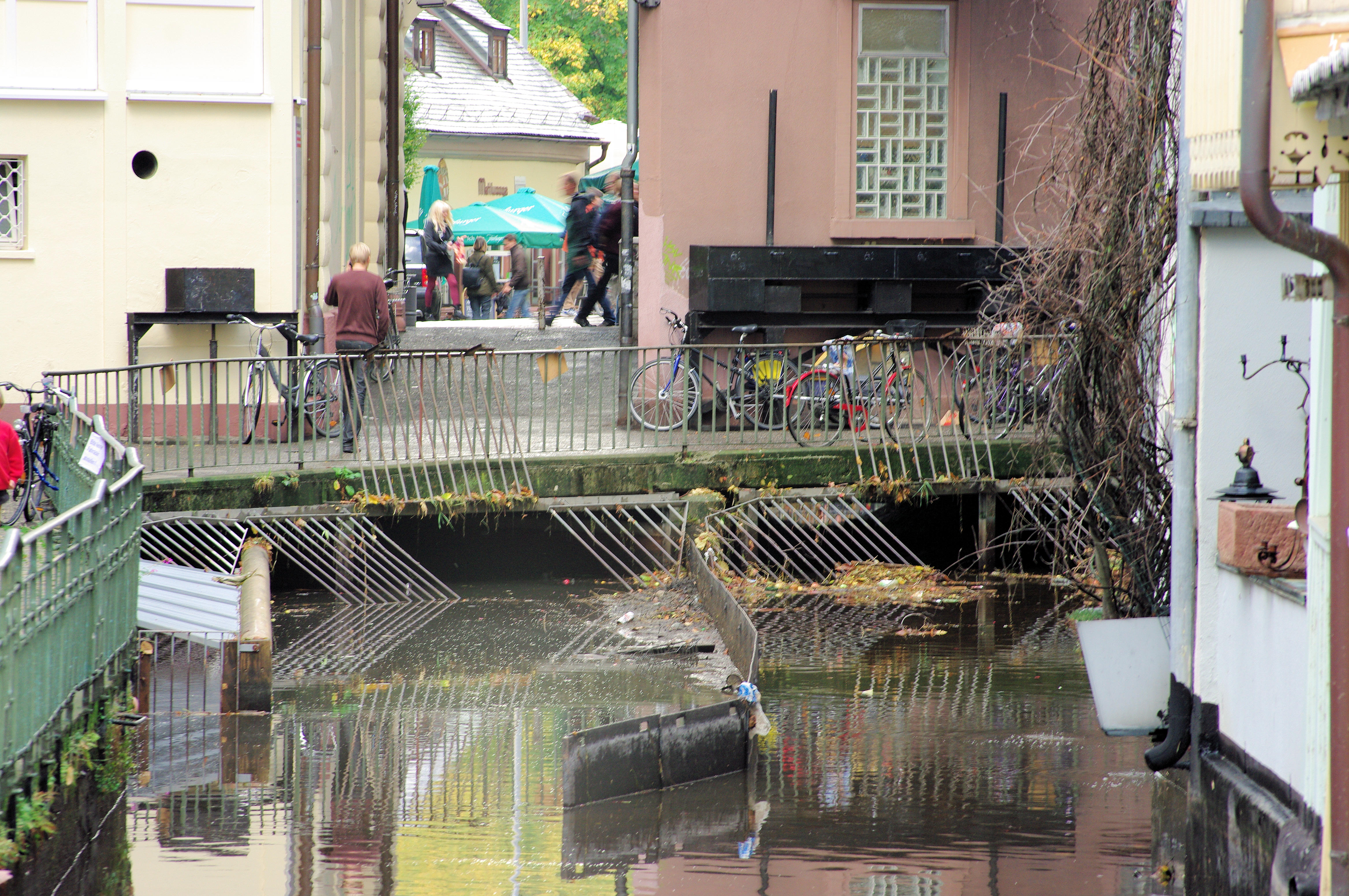
Ewiger Teiler in der Freiburger Fischerau während des Bachabschlags 2009

Eine Stellfalle (auch Stellschütz genannt) dient in der Wasserwirtschaft der Regulierung von Wassermengen, etwa bei der Ausleitung von Fluss- oder Bachwasser in Kanäle. Die Regulierung geschieht traditionell durch eine absenkbare Holzplatte in der Art eines Fallenstocks. Größere Anlagen funktionieren teilweise ähnlich einer Schleuse.
Der Begriff Stellfalle scheint hauptsächlich im Südwesten Deutschlands gebräuchlich zu sein.
Um die Versandung der Kanäle zu vermeiden, wird der Stellfalle häufig ein Sandfang zur Abscheidung mitgeführter fester Stoffe vorgeschaltet. In Freiburg diente der Sandfang bei der Ausleitung des Dreisamwassers in den Industriekanal bis ins 19. Jahrhundert zur Sandgewinnung.
Wenn ein Kanal an einer Stelle mit mehreren Stellfallen aufgeteilt wird, spricht man von einem Teiler.
Der Vorteil von Stellfallen liegt in der Möglichkeit, Zuleitungsgräben nicht zu lang werden zu lassen.
Stellfallen sind bzw. waren im Schwarzwald zur Wiesenbewässerung häufig anzutreffen, während man im Siegerland bevorzugt Kaskaden einsetzte.
Da Stellfallen den Wasserfluss für flussabwärtsliegende Nutzer reduzieren, ist die Regulierung üblicherweise vom Wasserangebot abhängig oder zeitlich geregelt. In Freiburg fällt diese Aufgabe dem Runzmeister zu. Zum Schutz vor unbefugtem Öffnen wurden Vorhängeschlösser eingesetzt.

## Historisches
Den Fall einer unerlaubt verstellten Stellfalle bearbeitete der Dichter Joseph Victor von Scheffel im Frühjahr 1850 während seiner Zeit als Rechtspraktikant auf dem Bezirksamt in Säckingen.
Der Freiburger Unternehmer Carl Mez musste 1883 den Schlüssel zur Stellfalle an das Wasser- und Straßenbauamt abtreten, weil ihm vorgeworfen wurde, selbige zum Nachteil der Freiburger Bächle „nach eigenen Gutfinden und vielleicht nach eigenem Vortheile“ bedient zu haben.